# ستيف نيفيل
ستيف نيفيل (بالإنجليزية: Steve Neville)‏ (18 سبتمبر 1957 - ) هو لاعب كرة قدم بريطاني في مركز الهجوم. لعب مع نادي بريستول سيتي.

## وصلات خارجية
- ستيف نيفيل على موقع قاعدة بيانات كرة القدم.إي يو (الإنجليزية)